# Charles Huughe de Peutevin
Charles Huughe de Peutevin (Ieper, 10 juli 1756 - 24 mei 1826) was een Zuid-Nederlands edelman en burgemeester van Ieper.

## Levensloop
Charles Joseph Huughe, laatste heer van Peutevin, was een zoon van Charles Ignace Huughe, heer van Peutevin, Oostcleeme en Reebrouck, schepen van de kasselrij Ieper, en van Thérèse van Wel.
Hij trouwde in 1786 met Colette Lanszweert (1766-1836). Ze kregen vijf kinderen.
In 1821 onder het Verenigd Koninkrijk der Nederlanden, verkreeg hij verheffing in de erfelijke adel en werd hij lid van de Ridderschap van de provincie West-Vlaanderen. Hij was licentiaat in de rechten en werd burgemeester van Ieper.
Hun vier dochters trouwden met notabele streekgenoten. Emilie trouwde met Louis Behaghel, lid van het Franse parlement en maire van Bailleul. Charlotte trouwde met Felix Joseph Frans de Ghelcke, lid van de Tweede Kamer, en Sophie trouwde met Emmanuel de Ghelcke. 
De zoon, Charles Huughe de Peutevin (1792-1878), werd secretaris van de Prins van Oranje en was staatsraad in buitengewone dienst bij koning Willem II der Nederlanden. Hij trouwde in 1822 met Georgine Carton de Winnezeele (1798-1865), dochter van burggraaf Charles-Antoine Carton de Winnezeele. Ze hadden een zoon, die als kind stierf, en drie dochters. De familie stierf uit in 1918.